# 保罗·萨加德
保罗·R·萨加德（英語：Paul Richard Thagard，1950年—）是一位加拿大哲学家，现为滑鐵盧大學教授，主要作品有《病因何在：科学家如何解释疾病》（How Scientists Explain Disease）、《心理学与认知科学哲学》（Philosophy of Psycology and Cognitive Science，与他人合著）等。